# Parigi-Roubaix 1950
La Parigi-Roubaix 1950, quarantottesima edizione della corsa, fu disputata il 9 aprile 1950, per un percorso totale di 247 km. Fu vinta dall'italiano Fausto Coppi, giunto al traguardo con il tempo di 6h18'48" alla media di 39,123 km/h davanti a Maurice Diot e Fiorenzo Magni.
Presero il via da Parigi 231 ciclisti, 76 di essi tagliarono il traguardo a Roubaix.

## Ordine d'arrivo (Top 10)
| Pos. | Corridore        | Squadra      | Tempo    |
| ---- | ---------------- | ------------ | -------- |
| 1    | Fausto Coppi     | Bianchi      | 6h18'48" |
| 2    | Maurice Diot     | Mercier      | a 2'45"  |
| 3    | Fiorenzo Magni   | Wilier Tr.   | a 5'24"  |
| 4    | Charles Coste    | Peugeot      | s.t.     |
| 5    | Gino Sciardis    | Mercier      | a 7'07"  |
| 6    | Pierre Molinéris | Bottecchia   | a 7'40"  |
| 7    | André Declerck   | Bertin       | a 7'54"  |
| 8    | Georges Meunier  | La Perle     | s.t.     |
| 9    | Georges Claes    | Garin-Wolber | s.t.     |
| 10   | Marcel Kint      | Mercier      | s.t.     |